# William Martin (naturalista)
William Martin (Mansfield, 1767 – Macclesfield, 31 maggio 1810) è stato un paleontologo e naturalista inglese che pubblicò per primo studi scientifici sui fossili in Inghilterra proponendo che la scienza li usasse come prova per supportare la storia naturale. Fu anche il primo a pubblicare tavole a colori di fossili.

## Biografia
Martin nacque a Mansfield nel 1767. Suo padre lavorava nel settore delle calzature, ma lo lasciò per diventare un attore in Irlanda con il nome d'arte di Joseph Booth. Suo padre fu anche un inventore e ritrattista e morì a Londra nel 1797. La madre abbandonata di Martin, nata Mallatratt, era anch'essa un'attrice.

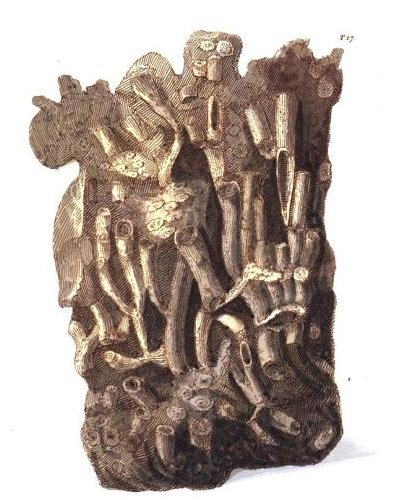
Erismolithus - una delle tavole a colori dalla pubblicazione del 1809 la sua pubblicazione Petrificata derbiensia

Quando era ancora un bambino salì sul palco, prima come ballerino di cinque anni, e poi come attore. Probabilmente imparò a disegnare da James Bolton ad Halifax. Dal 1782 al 1785 stette con una troupe in Derbyshire recitando quando incontrò White Watson con cui collaborò in un lavoro sui fossili del Derbyshire. Il suo lavoro con i fossili e la storia naturale alla fine lo portò ad essere creato membro corrispondente della Linnaean Society. Come Watson, Martin fu influenzato dal lavoro del geologo del Derbyshire, John Whitehurst. Whitehurst aveva pubblicato 'An Inquiry into the Original State and Formation of the Earth nel 1778 che conteneva un'appendice importante, che riguardava 'General Observations on the Strata in Derbyshire. Tuttavia, fu Abrahan Mills che fece passare Martin Mills dalla zoologia alla paleontologia in un certo periodo, prima del 1789. Martin pubblicò Figures and Descriptions of Petrifications collected in Derbyshire nel 1793.

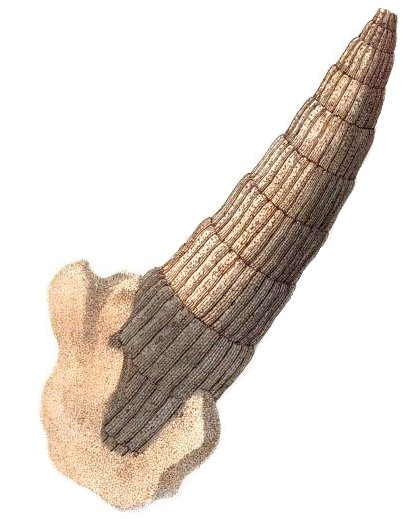
Illustrazione di Martin: Rugosa. Queste sono le prime tavole a colori di fossili britannici.

Martin lavorò con White Watson per creare pubblicazioni congiunte, ma la situazione non durò a lungo e Watson affermò che lui non riceveva il credito sufficiente. Martin poi pubblicò alcuni lavori di Watson sui fossili solo a proprio nome e senza dare credito a Watson. Martin aveva sei figli con la sua "sfortunata, ma interessante" moglie che, come i suoi genitori, aveva calcato i palcoscenici prima del suo secondo matrimonio con Martin nel 1797. Nel 1798 il figlio William Charles Linnaeus Martin nacque e ricevette il nome di Linneo in onore dell'interesse paterno nella classificazione degli esseri viventi. Il giovane crescendo avrebbe poi scritto numerosi libri sulla storia naturale dopo essere diventato ufficiale scientifico della Zoological Society.
Martin fu impiegato come insegnante di scrittura, inizialmente lavorando a Burton-on-Trent nel 1798, poi a Buxton. Infine, nel 1805, si trasferì a Macclesfield, dove insegnò presso la Macclesfield Grammar School. L'interesse di Martin verso la natura non diminuì tanto che avrebbe mandato a James Sowerby oggetti perché lui li disegnasse e ne facesse illustrazioni.
Nel 1809 pubblicò Petrifacta Derbiensia, che dedicò a Sir Joseph Banks: l'opera illustrazioni, le prime a colori, che aiutarono Martin a descrivere i fossili ed il calcare del Carbonifero che aveva studiato nel Derbyshire.
Martin pubblicò anche Outlines of an Attempt to establish a Knowledge of Extraneous Fossils on Scientific Principles nel 1809. Martin aveva pubblicato il primo studio scientifico sui fossili e sulla paleontologia in inglese, , e incontrò John Farey per discutere la possibilità di uno sforzo congiunto per creare una mappa geologica del Derbyshire. Soffriva però di tubercolosi che gli impedì di portare avanti il progetto e morì a Macclesfield, alla fine di maggio 1810. Egli fu sepolto nella locale Christ Church e una collezione dei suoi fossili fu preservata per interessamento dei figli e di sua madre.

## Eredità
Il lavoro di Martin sui brachiopodi fu onorato nel 1844 quando il genere Martinia prese il nome da lui. Sette anni dopo fu ancora una volta ricordato quando al corallo fossile del Derbyshire fu dato nome Lithostrotion martini. Il lavoro di Martin e la sua biografia sono descritte nella sezione minerali del Derby Museum and Art Gallery.